# 那須
那須（なす）は、栃木県北東部、那珂川上流一帯の地域名。

## 概略
那須地域は、おおよそ旧那須郡を指す。現在の行政区画ではおおよそ大田原市、那須塩原市（旧黒磯市・西那須野町・塩原町の新設合併により発足）、那須烏山市（旧烏山町・南那須町の新設合併により発足）、那須郡（那須町、那珂川町）にあたる。
古代には那須国造の支配する那須国（なすのくに）が置かれた。
地形的には、北西部の那須高原と、南東部の複合扇状地である那須野が原（那須野原）からなる。那須五岳（最高峰は那須岳）、高原山などの火山があり、温泉も多く、那須火山帯の一画をなす。これらの火山は日光国立公園の一部となっている。東は八溝山地で茨城県と、北は白河の関や那須五岳で福島県と接する。
那須ナンバーは自動車ナンバープレートの地名表記（ご当地ナンバー）に使われ、那須塩原市、大田原市、那須郡那須町で採用されている。
観光地として言われる場合の「那須」は非常に範囲が広く曖昧だが、一般的には那須町の那須岳やその麓の那須御用邸をランドマークに広がる那須温泉郷や那須高原を指す場合が多い。那須高原の詳細は、那須観光協会、nasunaviが詳しい。

## 交通アクセス

### 鉄道
現在、那須地域はJR東日本線のみのネットワークである。
東北新幹線では那須塩原駅が最寄駅。那須町へのアクセスには福島県にある隣駅の新白河駅も近い。
在来線では東北本線（愛称：宇都宮線）の黒磯駅・那須塩原駅・西那須野駅が中心駅。
なお、黒磯駅で電化方式（直流←→交流）が切り替わるため、黒磯駅以南と以北を行き来する場合、普通列車は乗り換えが必要になる。

### 道路
高速道路では東北自動車道の那須インターチェンジ・黒磯板室インターチェンジ・西那須野塩原インターチェンジが最寄。
ETC搭載車は東京方面との行き来に関しては那須高原サービスエリアでも乗り降りが可能。
一般道では旧奥州街道添いに走る国道4号線が南北を縦貫しており、これに那珂川（旧陸羽街道）沿いを走る国道294号線、これらと塩原方面を結ぶ国道400号線がメインルートである。

### バス
那須地域内へのバス運行もある。また、地域住民の足として各地方自治体がコミュニティバスも運行している。